# Brick Center
Brick Center es un lugar designado por el censo ubicado en el condado de Arapahoe en el estado estadounidense de Colorado. En el Censo de 2010 tenía una población de 107 habitantes y una densidad poblacional de 7,09 personas por km².

## Geografía
Brick Center se encuentra ubicado en las coordenadas 39°35′32″N 104°27′38″O / 39.59222, -104.46056. Según la Oficina del Censo de los Estados Unidos, Brick Center tiene una superficie total de 15.08 km², de la cual 15.03 km² corresponden a tierra firme y (0.34%) 0.05 km² es agua.

## Demografía
Según el censo de 2010, había 107 personas residiendo en Brick Center. La densidad de población era de 7,09 hab./km². De los 107 habitantes, Brick Center estaba compuesto por el 85.98% blancos, el 1.87% eran afroamericanos, el 0% eran amerindios, el 0.93% eran asiáticos, el 0% eran isleños del Pacífico, el 5.61% eran de otras razas y el 5.61% pertenecían a dos o más razas. Del total de la población el 10.28% eran hispanos o latinos de cualquier raza.